# Acordo de Paz de Mount Data
O Acordo de Paz de Mount Data é um acordo de paz assinado entre o governo das Filipinas e o Exército de Libertação do Povo de Cordillera em 13 de setembro de 1986, encerrando as hostilidades devido à campanha deste último por maior autonomia para a Região da Cordillera.

## Antecedentes
Antes de 1966, a região da Cordilheira era administrada por uma unidade, a antiga Província da Montanha. Abra tem sido sua própria província independente. Em junho de 1966, a província foi dividida em províncias menores - nomeadamente, Abra, Benguet, Ifugao, Província da Montanha e Kalinga-Apayao.
Ao abrigo da Lei de Regionalização ou Ordem Presidencial n.º 1 emitida pelo Presidente Ferdinand Marcos, as províncias das Filipinas foram organizadas em 13 regiões. As províncias da Cordillera foram agrupadas em duas regiões distintas: Benguet (incluindo Baguio) e a Província da Montanha foram incluídas na Região I (Região de Ilocos), e Ifugao e Kalinga-Apayao foram incluídas na Região II (Vale de Cagayan).
A concessão de 197.346,25 hectares (487.653,2 acres) de terras abrange partes de Abra, Província de Montanha, Kalinga-Apayao, Ilocos Norte e Ilocos Sur, à Cellophil Resources Corporation (CRC) e à Cellulose Processing Corporation (CPC), que afetou principalmente o povo Tinguiano ou Itneg de Abra. A proposta de construção da Barragem do Chico também aumentou a tensão na região.
Vários grupos étnicos da Cordillera lançaram um esforço organizado para expor as suas queixas contra a PCC através do diálogo, embora este tenha sido reprimido pela administração Marcos. Alguns Tinguinianos, incluindo Conrado Balweg, juntaram-se à rebelião comunista liderada pelo Novo Exército Popular (NPA).
O Exército de Libertação do Povo de Cordillera liderado por Balweg separou-se do Novo Exército Popular (NPA) para lançar de forma independente uma luta armada pela autodeterminação do povo da Cordillera.

## Acordo
Em 13 de setembro de 1986, a Administração Bodong da Cordillera – Exército de Libertação do Povo de Cordillera (CBA – CPLA) e o governo das Filipinas fizeram um "sipat" (cessar-fogo) no Mt. Data Hotel, em Bauko, Província da Montanha. Como parte do tratado indígena, os dois lados trocaram símbolos de paz; o CBA-CPLA deu aos representantes do governo filipino uma lança e um escudo, e o governo filipino presenteou o lado da Cordillera um rifle de assalto (das Forças Armadas das Filipinas) e uma Bíblia e um rosário (do presidente Corazon Aquino).

## Consequências
O Exército de Libertação do Povo de Cordillera continua a ser uma organização existente, que cessou as operações armadas, e a Região Administrativa de Cordillera foi formada em preparação para a possível transição da área para uma região autônoma. Uma região autônoma nas Cordilheiras ainda não foi estabelecida, com dois plebiscitos (1990 e 1998) que não conseguiu ganhar força suficiente.

## Nota
- Este artigo foi inicialmente traduzido, total ou parcialmente, do artigo da Wikipédia em inglês cujo título é «Mount Data Peace Accord».